# Indy Japan 300 2008

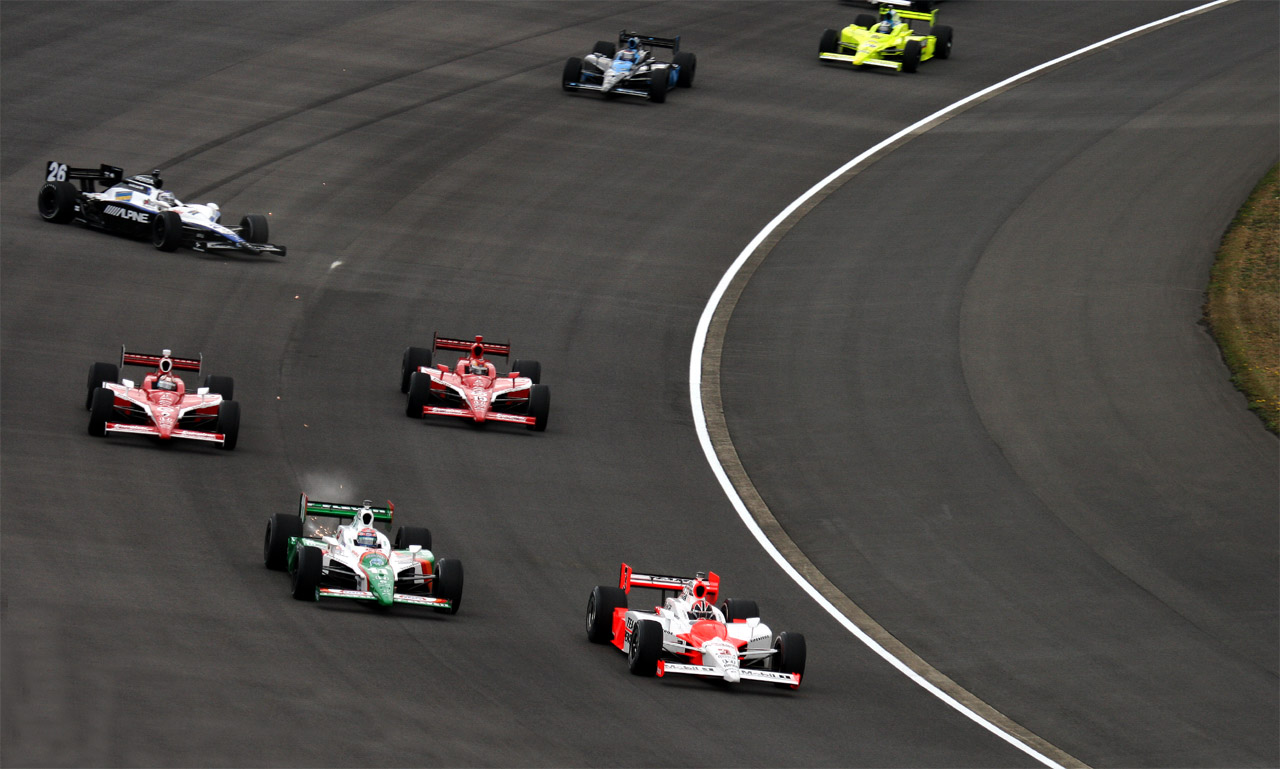
Marco Andretti spinner på första varvet

Indy Japan 300 2008 var ett race som var den tredje deltävlingen i IndyCar Series 2008. Racet kördes den 20 april på Twin Ring Motegi. En tårögd Danica Patrick tog sin första IndyCar-seger, efter att ha sparat mer bränsle än sina rivaler. Hon blev den första kvinnan att vinna en IndyCar eller Champ Car-tävling någonsin. Hélio Castroneves blev tvåa och behöll mästerskapsledningen, medan Scott Dixon blev trea och bäst av dem som tvingade sig in i depån mot slutet.

## Slutresultat
| Plats | Förare            | Team                     | Grid |
| ----- | ----------------- | ------------------------ | ---- |
| 1     | Danica Patrick    | Andretti Green Racing    | 6    |
| 2     | Hélio Castroneves | Team Penske              | 1    |
| 3     | Scott Dixon       | Chip Ganassi Racing      | 2    |
| 4     | Dan Wheldon       | Chip Ganassi Racing      | 5    |
| 5     | Tony Kanaan       | Andretti Green Racing    | 3    |
| 6     | Ed Carpenter      | Vision Racing            | 7    |
| 7     | Ryan Hunter-Reay  | Rahal Letterman Racing   | 10   |
| 8     | Darren Manning    | A.J. Foyt Enterprises    | 12   |
| 9     | Ryan Briscoe      | Team Penske              | 15   |
| 10    | Townsend Bell     | Dreyer & Reinbold Racing | 16   |
| 11    | Hideki Mutoh      | Andretti Green Racing    | 9    |
| 12    | Buddy Rice        | Dreyer & Reinbold Racing | 11   |
| 13    | Jay Howard        | Roth Racing              | 14   |
| 14    | Roger Yasukawa    | CURB/Agajanian Racing    | 18   |
| 15    | A.J. Foyt IV      | Vision Racing            | 8    |
| 16    | Vitor Meira       | Panther Racing           | 13   |
| 17    | Marty Roth        | Roth Racing              | 17   |
| 18    | Marco Andretti    | Andretti Green Racing    | 4    |